# Pedro López (medico)
Pedro López (Dueñas, 1527 – Città del Messico, 1597) è stato un medico spagnolo.

## Biografia
Pedro López nacque a Dueñas, una piccola località vicino Palencia (Spagna), nel 1527. Egli è conosciuto soprattutto per la fondazione di alcuni ospedali per indigenti in Messico. In particolare, dell'ospedale di San Lázaro (1572), per i lebbrosi, e dell'ospedale dei Senzatetto ("Desamparados") (1582), destinato ai meticci e agli africani, gruppi etnico-sociali particolarmente deboli a quel tempo in Messico.
Sposato con Juana de León, cominciò gli studi di Medicina nella città di Valladolid in Castiglia.
Su richiesta di sua sorella, che era rimasta vedova in Messico, attraversò l'Oceano Atlantico e si vide costretto a lasciare temporaneamente sua moglie, affidandola al proprio cognato.
Giunto in quella che allora era chiamata la Nuova Spagna, ottenne i titoli di Licenziato e di Dottore in Medicina nel 1553 presso l'Università del Messico.
Conseguita una certa stabilità economica, riuscì a fare in modo che anche sua moglie si trasferisse in Messico. Ebbe cinque figli, due dei quali divennero sacerdoti.
Tra le diverse cariche che ricoprì si annoverano quella di membro del "Cabildo" della Città (organo di governo),  e di Protomedico (sorvegliante delle farmacie). Nel 1570/1571 fu sottoposto a processo da un tribunale dell'Inquisizione in Messico. L'accusa era quella di aver collocato immagini di santi in luoghi indecenti. Il processo decadde per mancanza di prove.

## Sensibilità sociale
La sua sensibilità sociale, alimentata anche da una visione cristiana della vita, lo portò a cogliere quali fossero le priorità socio-sanitarie del luogo. López, infatti, si rese presto conto che gli ammalati di lebbra, pur non essendo numerosi – o forse proprio per questo –, non potendo contare su un'assistenza ospedaliera specifica, erano di fatto abbandonati a se stessi. Per loro fondò l'ospedale di San Lázaro.
Inoltre, esisteva tutta una fascia della popolazione che, per motivi legati soprattutto alla provenienza etnica e a condizioni di particolare indigenza, non aveva un ospedale al quale rivolgersi in caso di necessità. Per costoro fondò l'ospedale “de los Desamparados”(dei Senzatetto), una struttura sanitaria i cui pazienti furono per lo più meticci e neri, ma anche spagnoli particolarmente poveri.
Presso quest'ultimo ospedale, López istituì una confraternita femminile che si faceva carico di organizzare una ricognizione quotidiana per raccogliere i neonati esposti, che altrimenti diventavano preda dei cani randagi per le strade.